# Park Seo-ham
Park Gyeong-bok (tiếng Hàn: 박경복; sinh ngày 28 tháng 10 năm 1993), còn gọi là Park Seo-ham (tiếng Hàn: 박서함) là một diễn viên, ca sĩ, rapper người Hàn Quốc. Anh là cựu thành viên của nhóm nhạc KNK. Về mặt diễn xuất, anh được biết đến vai Jang Jae-young trong Semantic Error.

## Sự nghiệp

### Trước khi ra mắt
Cùng với Inseong, anh là cựu thực tập sinh tại Big Hit Entertainment nơi anh đã được huấn luyện cùng với thành viên nhóm nhạc BTS. Anh chuyển đến JYP Entertainment, anh trở thành thực tập sinh diễn viên sau khi giành giải nhì tại vòng thử giọng mở lần thứ 10 của công ty vào ngày 19 tháng 2 năm 2013.
Trước khi ra mắt cùng với KNK, anh là vũ công dự bị trong biểu biểu diễn trực tiếp Zzang Christmas cũng như I Need You của nhóm nhạc BESTie.

### 2016–2021: Ra mắt với KNK
Anh chính thức ra mắt là thành viên nhóm nhạc năm thành viên KNK vào ngày 3, tháng 3 năm 2016, với tên Park Seung-jun (tiếng Hàn: 박승준). Vào năm 2018, anh đổi tên thành Park Seo-ham. Đây là tên thứ ba của anh sau khi đổi từ Park Gyeong-bok thành Park Seung-jun.
Vào ngày 30 tháng 9 năm 2021, anh quyết định rời nhóm nhạc KNK và 220 Entertainment sau một cuộc thảo luận cùng với các thành viên về tương lai của họ.

### 2022:Semantic Errorvà NPIO Entertainment
Vào ngày 12 tháng 1 năm 2022, phim truyền hình trực tuyến Hàn Quốc Watcha đã công bố anh thủ vài chính trong bộ phim chuyển thể Semantic Error, dựa trên tiểu thuyết Hàn Quốc trực tuyến cùng tên. Anh thủ vai Jang Jae-young, cùng với thành viên DKZ Park Jae-chan.
Vào ngày 7 tháng 3 năm 2022, NPIO Entertainment công bố đã ký tạm hoãn hợp đồng do anh phải thực hiện nghĩa vụ quân sự.

## Đời tư

### Nghĩa vụ quân sự
Vào ngày 4 tháng 3 năm 2022, Sports Chosun phát hành bài phỏng vấn anh tại nơi anh sẽ tham gia nhân viên xã hội vào ngày 10 tháng 3.

## Điện ảnh

### Phim
| Năm  | Tiêu đề                   | Vai trò        | Tham khảo     |
| ---- | ------------------------- | -------------- | ------------- |
| 2022 | Semantic Error: The Movie | Jang Jae-young | [ 10 ] [ 11 ] |

### Phim truyền hình
| Năm  | Tiêu đề                      | Vai trò                    | Ghi chú           | Tham khảo |
| ---- | ---------------------------- | -------------------------- | ----------------- | --------- |
| 2017 | Children of the 20th Century | Anthony lúc trẻ            | Vai phụ           | [ 12 ]    |
| 2019 | Just One Bite (mùa 2)        | Joo Woo-kyung              | Vai chính         | [ 13 ]    |
| 2019 | Dating Class                 | Yoon Soo                   | Vai chính         | [ 14 ]    |
| 2020 | One Fine Week 2              | Eden                       | Vai phụ           | [ 15 ]    |
| 2021 | Dali and Cocky Prince        | Chính anh (thành viên KNK) | Khách mời (tập 7) | [ 16 ]    |
| 2022 | Semantic Error               | Jang Jae-young             | Vai chính         | [ 17 ]    |

### Chương trình thực tế
| Năm       | Tiêu đề                 | Chú thích           | Tham khảo |
| --------- | ----------------------- | ------------------- | --------- |
| 2017      | Idol Acting Competition | Thành viên/thí sinh | [ 18 ]    |
| 2017–2018 | Mix Nine                | Thí sinh            | [ 19 ]    |

## Giải thưởng và đề cử
| Giải thưởng               | Năm  | Đề cử                   | Thể loại                                       | Kết quả   | Tham khảo |
| ------------------------- | ---- | ----------------------- | ---------------------------------------------- | --------- | --------- |
| Blue Dragon Series Awards | 2022 | Diễn viên mới xuất sắc  | Park Seo-ham và Park Jae-chan (Semantic Error) | Đề cử     | [ 20 ]    |
| Blue Dragon Series Awards | 2022 | Giải ngôi sao nổi tiếng | Park Seo-ham                                   | Đoạt giải | [ 21 ]    |